# Jürgen Johannesdotter
Jürgen Johannesdotter (* 6. Oktober 1943 in Bramsche) ist ein deutscher evangelisch-lutherischer Theologe und war 2001 bis 2009 Landesbischof der Evangelisch-Lutherischen Landeskirche Schaumburg-Lippe mit Sitz in Bückeburg.

## Leben und Wirken
Johannesdotter war Sohn eines Weltkriegsinvaliden und einer Fabrikarbeiterin und wuchs gemeinsam mit vier Geschwistern auf. Die Mutter ernährte die Familie mit ihrer Arbeit in einer Drahtlackiererei. Auch Jürgen musste mit Botengängen, als Hilfsarbeiter in der Drahtfabrik und später als Arbeiter auf dem Bau, mit einem Stundeneinkommen von 2,72 DM, zum Familieneinkommen beitragen. Beide Eltern verstarben bereits früh. Während seines Soziologie- und Theologiestudium in Göttingen und Marburg war er Stipendiat der Stiftung Mitbestimmung und damit der erste von dieser Stiftung geförderte Theologie-Student. Danach wurde er von 1972 bis 1982 Pastor einer Kirchengemeinde in Bingum (Ostfriesland).
Der seit 1958 der IG Metall angehörende Geistliche wurde später Studiendirektor am Kloster Loccum, dem ältesten evangelischen Predigerseminar Deutschlands.
Von 1992 bis zu seiner Wahl zum Landesbischof im Jahr 2001 stand Johannesdotter als Landessuperintendent dem Sprengel Stade vor. Dieser umfasst den gesamten Elbe-Weser-Raum und ist mit über 600.000 Gläubigen der größte der hannoverschen Landeskirche. Bevor Johannesdotter Bischof von Schaumburg-Lippe wurde, bewarb er sich im Jahr 1999 vergeblich um das Amt des Landesbischofs der hannoverschen Landeskirche. Bei der Abstimmung unterlag er knapp gegen Margot Käßmann.
Auf der Ebene der Evangelischen Kirche in Deutschland (EKD) hatte Johannesdotter von 2002 bis 2009 den Vorsitz der Meißen-Kommission inne, die sich um die Beziehungen zur Kirche von England kümmert. Am 13. Mai 2007 war er einer von 23 Mitunterzeichner der Charta Oecumenica in der Marktkirche von Hannover, die von der Arbeitsgemeinschaft der Christlichen Kirchen Niedersachsens formuliert wurde.
Am 23. Juni 2009 wählte die Synode der Landeskirche den Auricher Superintendenten Karl-Hinrich Manzke, dessen Vater Karl Manzke Vorgänger von Johannesdotter als Landessuperintendent des Sprengels Stade gewesen war, zum Nachfolger von Jürgen Johannesdotter, der im Oktober 2009 als Landesbischof in den Ruhestand trat. 
2011 trat er noch einmal als Mitunterzeichner eines offenen Briefes mehrerer Altbischöfe der evangelischen Landeskirchen, der sich deutlich gegen die Ordination von Pfarrern ausspricht, die in gleichgeschlechtlichen Partnerschaften leben, an die Öffentlichkeit. Die weiteren Unterzeichner waren Eduard Berger, Heinrich Herrmanns, Werner Leich, Gerhard Maier, Gerhard Müller, Theo Sorg und Ulrich Wilckens.
Johannesdotter blieb Beauftragter des Rates der EKD für den Kontakt zu den Kommunitäten, eine Aufgabe, die er bereits als Landesbischof innehatte.
Seit längerem lebt Johannesdotter mit seiner Frau Johanna abwechselnd in Bückeburg und auf Norderney, wo er zuweilen noch als Vertretung Gottesdienste hält. Er ist Vorsitzender der Stiftung Deutsche Lutherische Seemannsmission.

## Familie
Johannesdotter ist seit 1971 verheiratet mit Johanna, sie haben fünf Söhne.

## Auszeichnungen
- 2009: Ehrennadel der Heeresflieger[11]
- 2009: „Coin“ der Evangelischen Militärseelsorge[11]